# IP-Only
IP-Only Networks AB var ett svenskt bolag som sommaren 2013 blev helägt av riskkapitalbolaget EQT. Företaget hade huvudkontor i Uppsala. IP-Onlys affärsidé var att möjliggöra digitaliseringen genom att äga, utveckla och erbjuda infrastruktur och närliggande tjänster för det digitala samhället och i synnerhet fiberutbyggnaden i Sverige. I början av 2020 slogs IP-Only och GlobalConnect ihop, men man valde att behålla IP-Only som varumärke mot de svenska privatkundsmarknaderna. I början av 2023 avvecklas IP-Only som varumärke och byter istället namn till Globalconnect Privat.

## Historik
IP-Only startades 1999 av de ursprungliga grundarna till nätbolaget Utfors - Svante Jurnell och Fredrik Jansson. Med sig i satsningen på IP-Only Telecommunications hade de dåtidens it- och nya ekonomin-kändisar som Per Bystedt, Ulrica Hagdahl, Erik Påhlson, Anders Böös och Jonas Wahlström. IP-Only var från början ett bredbandshotell med inhyrd fiberkapacitet. Men när det holländsk-amerikanska nätbolaget KPN Qwest gick i konkurs 2002 lyckades IP-Only köpa KPN Qwests 220 mil nordiska fibernät.
2008 förvärvades Uppsala Stadsnät av TDC.
2013 förvärvades IP-Only av EQT:s Mid Market fond och fram till 2017 förvärvades ett flertal bolag, bland andra Qbrick (2016), Availo och ByNet (2014).
2017 meddelades det att de båda EQT ägda bolagen IP-Only och DGC skulle slås ihop till ett bolag.  IP-Only tog under 2018 över DGC:s telefoni och datakommunikationsdel, medan övriga delar av DGC knoppades av.
2019 byter IP-Only ägare till EQT Infrastructure IV och kort därefter meddelar ägarbolaget en sammanslagning av IP-Only och GlobalConnect. Den nya koncernen har verksamhet i Sverige, Danmark, Norge, Tyskland och Finland. Koncern-vd är dansken Martin Lippert.
Den 19 januari 2023 sker ett namnbyte. IP-Only, som tidigare varit det svenska varumärket på privatmarknaden, blir istället Globalconnect Privat. Anledningen bakom namnbytet är att GlobalConnect vill slå ihop sina varumärken som vänder sig till både privat- och företagskunder.

## Fibernät
IP-Only investerade i utbyggnad av bredbandsnät i form av optisk fiber i olika delar av Sverige. Företaget hade i många fall inte kunnat uppfylla sina åtaganden . Orsaker som IP-Only själva angav var bland annat att man glömt att ansöka om grävtillstånd . IP-Only hade också kritiserats för sen och bristfällig information .
IP-Only använde sig av avtal som binder upp fastighetsägare utan att IP-Only var förpliktade att genomföra arbetet. Då IP-Only drog sig ur projekt kunde det innebära flera års fördröjning för fastighetsägarna i området med att försöka få bredband på annat vis. 